# فلمار جنوبي
فلمار جنوبي (الاسم العلمي: Fulmarus glacialoides) هو نوع من فصيلة طيور بترل.